# 宇田郷駅
宇田郷駅（うたごうえき）は、山口県阿武郡阿武町大字宇田字長浜にある、西日本旅客鉄道（JR西日本）山陰本線の駅である。

## 歴史
- 1931年（昭和6年）11月15日：鉄道省美禰線（現・山陰本線）奈古駅 - 当駅間延伸時に終着駅として開設[1]。客貨取扱開始[1]。
- 1933年（昭和8年）2月24日：山陰本線須佐駅 - 当駅間延伸。美禰線と接続し、当駅を含む美禰線一部区間が山陰本線に編入されたため、同線の途中駅に移行。
- 1963年（昭和38年）2月1日：貨物取扱廃止[1]。
- 1965年（昭和40年）7月23日：集中豪雨に伴い、駅周辺で土砂崩れが発生。約4000㎥の土砂が構内に流入して線路が埋没[2]。
- 1984年（昭和59年）2月1日：荷物扱い廃止[1]。
- 1985年（昭和60年）3月14日：無人駅化[3]。
- 1987年（昭和62年）4月1日：国鉄分割民営化に伴い、西日本旅客鉄道（JR西日本）の駅となる[1]。
- 2013年（平成25年）7月28日：豪雨災害に伴い線路が被災、当駅を含む益田駅 - 長門市駅間が運休（※須佐 - 当駅 - 奈古間は2014年8月10日に運転再開）[4]。

## 駅構造
単式ホーム1面1線を有する地上駅。以前は相対式ホーム2面2線を有し交換設備を備えていたが、現在は旧上りホームのみ使用されており、出発信号機等は全て撤去されている。
長門鉄道部管理の無人駅。駅舎も解体され、それがあった場所に待合室が設置されている。益田方には以前下りホームへの跨線橋があり、待合室がそれぞれのホームに設置されていた。駅前広場が無く、駅を出るとすぐに国道191号が通っている。

## 利用状況
近年の1日平均乗車人員の推移は以下の通り。
| 乗車人員推移 | 乗車人員推移 |
| 年度         | 1日平均人数  |
| ------------ | ------------ |
| 1999         | 37           |
| 2000         | 39           |
| 2001         | 31           |
| 2002         | 25           |
| 2003         | 26           |
| 2004         | 31           |
| 2005         | 31           |
| 2006         | 28           |
| 2007         | 24           |
| 2008         | 22           |
| 2009         | 17           |
| 2010         | 16           |
| 2011         | 18           |
| 2012         | 19           |
| 2013         | 17           |
| 2014         | 12           |
| 2015         | 10           |
| 2016         | 8            |
| 2017         | 7            |
| 2018         | 7            |
| 2019         | 9            |
| 2020         | 8            |
| 2021         | 4            |
| 2022         | 2            |

## 駅周辺

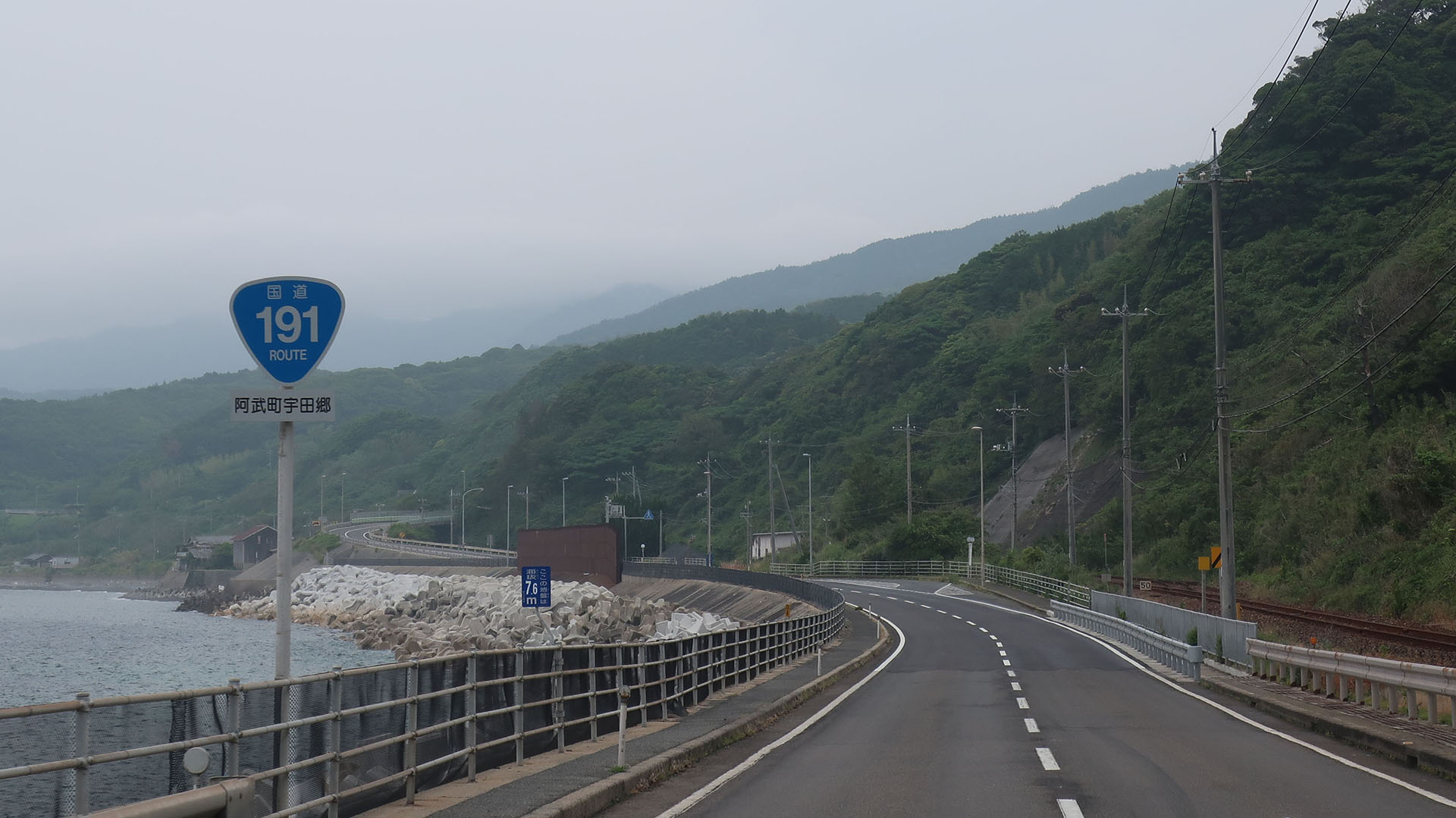
国道191号（駅南西側、宇田トンネル付近より）

駅は宇田、惣郷と言う2つの地区の中間地点にあり、周囲に人家は無い。また駅前には日本海が広がり、駅と海に挟まれるように国道191号が通っている。
- 惣郷川橋梁
- 宇田郵便局
- 国道191号
- 山口県道343号宇田須佐線

## 隣の駅
西日本旅客鉄道（JR西日本）
■山陰本線
須佐駅 - 宇田郷駅 - 木与駅